# 21722 Rambhia
A 21722 Rambhia (ideiglenes jelöléssel 1999 RX120) a Naprendszer kisbolygóövében található aszteroida. A LINEAR projekt keretében fedezték fel 1999. szeptember 9-én.